# Lista över fornlämningar i Surahammars kommun
Lista över fornlämningar i Surahammars kommun är en förteckning av ett urval av de fornlämningar som finns i Surahammars kommun.

## Ramnäs
| Namn                     | Lämningstyp  | Tillkomsttid | Historisk indelning | Plats | Läge                 | ID-nr          | Bild                                 |
| ------------------------ | ------------ | ------------ | ------------------- | ----- | -------------------- | -------------- | ------------------------------------ |
| Ramnäs 5:1               | Gravfält     |              | Ramnäs, Västmanland |       | 59.869889, 16.083308 | 10231200050001 | Ladda upp en bild av detta fornminne |
| Ramnäs 10:1              | Stensättning |              | Ramnäs, Västmanland |       | 59.807675, 16.148356 | 10231200100001 | Ladda upp en bild av detta fornminne |
| Ramnäs 13:1              | Stensättning |              | Ramnäs, Västmanland |       | 59.819928, 16.144164 | 10231200130001 | Ladda upp en bild av detta fornminne |
| Ramnäs 25:1              | Gravfält     |              | Ramnäs, Västmanland |       | 59.727101, 16.114267 | 10231200250001 | Ladda upp en bild av detta fornminne |
| Asjobacken (Ramnäs 37:1) | Gravfält     |              | Ramnäs, Västmanland |       | 59.760757, 16.195167 | 10231200370001 | Ladda upp en bild av detta fornminne |
| Aspbacken (Ramnäs 38:1)  | Stensättning |              | Ramnäs, Västmanland |       | 59.761103, 16.195941 | 10231200380001 | Ladda upp en bild av detta fornminne |
| Ramnäs 120:1             | Stensättning |              | Ramnäs, Västmanland |       | 59.864516, 16.052621 | 10231201200001 | Ladda upp en bild av detta fornminne |
| Ramnäs 138:1             | Stensättning |              | Ramnäs, Västmanland |       | 59.867315, 16.081304 | 10231201380001 | Ladda upp en bild av detta fornminne |
| Ramnäs 138:2             | Stensättning |              | Ramnäs, Västmanland |       | 59.867183, 16.081418 | 10231201380002 | Ladda upp en bild av detta fornminne |
| Ramnäs 138:3             | Stensättning |              | Ramnäs, Västmanland |       | 59.867177, 16.081226 | 10231201380003 | Ladda upp en bild av detta fornminne |
| Ramnäs 151:1             | Stensättning |              | Ramnäs, Västmanland |       | 59.870500, 16.057416 | 10231201510001 | Ladda upp en bild av detta fornminne |
| Ramnäs 151:2             | Stensättning |              | Ramnäs, Västmanland |       | 59.870425, 16.057473 | 10231201510002 | Ladda upp en bild av detta fornminne |
| Ramnäs 151:3             | Stensättning |              | Ramnäs, Västmanland |       | 59.870367, 16.057522 | 10231201510003 | Ladda upp en bild av detta fornminne |

## Sura
| Namn                   | Lämningstyp         | Tillkomsttid | Historisk indelning | Plats | Läge                 | ID-nr          | Bild                                 |
| ---------------------- | ------------------- | ------------ | ------------------- | ----- | -------------------- | -------------- | ------------------------------------ |
| Sura 6:1               | Stensättning        |              | Sura, Västmanland   |       | 59.684739, 16.056540 | 10232100060001 | Ladda upp en bild av detta fornminne |
| Sura 6:2               | Stensättning        |              | Sura, Västmanland   |       | 59.684715, 16.056355 | 10232100060002 | Ladda upp en bild av detta fornminne |
| Sura 6:3               | Stensättning        |              | Sura, Västmanland   |       | 59.684699, 16.056199 | 10232100060003 | Ladda upp en bild av detta fornminne |
| Sura 6:4               | Stensättning        |              | Sura, Västmanland   |       | 59.684665, 16.056043 | 10232100060004 | Ladda upp en bild av detta fornminne |
| Sura 18:1              | Stensättning        |              | Sura, Västmanland   |       | 59.682233, 16.154127 | 10232100180001 | Ladda upp en bild av detta fornminne |
| Sura 52:1              | Gravfält            |              | Sura, Västmanland   |       | 59.699352, 16.174348 | 10232100520001 | Ladda upp en bild av detta fornminne |
| Sura skans (Sura 58:1) | Fornborg            |              | Sura, Västmanland   |       | 59.698431, 16.185996 | 10232100580001 | Ladda upp en bild av detta fornminne |
| Sura 62:1              | Stensättning        |              | Sura, Västmanland   |       | 59.672289, 16.165494 | 10232100620001 | Ladda upp en bild av detta fornminne |
| Sura 68:1              | Stensättning        |              | Sura, Västmanland   |       | 59.683655, 16.177052 | 10232100680001 | Ladda upp en bild av detta fornminne |
| Sura 71:2              | Stensättning        |              | Sura, Västmanland   |       | 59.678858, 16.168904 | 10232100710002 | Ladda upp en bild av detta fornminne |
| Sura 71:3              | Stensättning        |              | Sura, Västmanland   |       | 59.678711, 16.169155 | 10232100710003 | Ladda upp en bild av detta fornminne |
| Sura 73:1              | Stensättning        |              | Sura, Västmanland   |       | 59.716357, 16.197390 | 10232100730001 | Ladda upp en bild av detta fornminne |
| Hasbacken (Sura 74:1)  | Gravfält            |              | Sura, Västmanland   |       | 59.682426, 16.198396 | 10232100740001 | Ladda upp en bild av detta fornminne |
| Sura 75:1              | Stensättning        |              | Sura, Västmanland   |       | 59.692412, 16.217121 | 10232100750001 | Ladda upp en bild av detta fornminne |
| Sura 85:1              | Stensättning        |              | Sura, Västmanland   |       | 59.684224, 16.177620 | 10232100850001 | Ladda upp en bild av detta fornminne |
| Sura 92:1              | Stensättning        |              | Sura, Västmanland   |       | 59.672457, 16.219532 | 10232100920001 | Ladda upp en bild av detta fornminne |
| Sura 118:1             | Stensättning        |              | Sura, Västmanland   |       | 59.725307, 16.208422 | 10232101180001 | Ladda upp en bild av detta fornminne |
| Sura 140:3             | Begravningsplats    |              | Sura, Västmanland   |       | 59.708298, 16.199809 | 10232101400003 | Ladda upp en bild av detta fornminne |
| Sura 154               | Lägenhetsbebyggelse |              | Sura, Västmanland   |       | 59.639246, 16.083034 | 12000000133357 | Ladda upp en bild av detta fornminne |